# Betong, Sarawak
Huyện Betong là một huyện thuộc bang Sarawak của Malaysia. Huyện Betong có dân số thời điểm năm 2010 ước tính khoảng 60298 người.